# اسکار هوسیلوس
اسکار هوسیلوس (انگلیسی: Óscar Husillos؛ زادهٔ ۱۸ ژوئیهٔ ۱۹۹۳) ورزشکار دو و میدانی اهل اسپانیا است.